# La funcionaria asesina
«La funcionaria asesina» es una canción interpretada por el grupo español Alaska y Dinarama. La compañía discográfica Hispavox la publicó en 1986 como el segundo sencillo de su tercer álbum de estudio No es pecado (1986). Fue compuesta por Carlos Berlanga y Nacho Canut, mientras que Nick Patrick la produjo. Canut explicó que Carlos Berlanga escribió la canción como respuesta ante la creación de Los Vegetales, grupo paralelo de punk rock del que Canut formaba parte.
«La funcionaria asesina» incorpora elementos de la música new wave y presenta numerosos arreglos de sintetizadores. La letra habla del asesinato en serie y de la monotonía del funcionario. Los críticos actuales han comentado frecuentemente que esta y «A quién le importa» son las canciones que han hecho de Alaska un icono.

## Antecedentes
Según comentarios de Nacho Canut, coescritor de la canción, Carlos Berlanga se mostró algo molesto con él debido a la creación de un proyecto paralelo, Los Vegetales, con el cual Nacho regresaba al punk rock, sugiriendo implícitamente que en Dinarama no era posible experimentar con este género. En respuesta, Berlanga compuso «La funcionaria asesina». Según Canut, la canción narra la historia de una funcionaria hastiada de su rutina burocrática, quien, buscando entretenimiento, comienza a asesinar a personas.

## Publicación
Tras el rotundo éxito de «A quién le importa», la discográfica optó por lanzarla como segundo sencillo del álbum No es pecado (1986). La portada del sencillo presenta a Alaska empuñando una motosierra, una imagen capturada por Paco Navarro y diseñada por Juan Gatti, quien anteriormente se había encargado de diseñar la portada para Deseo carnal (1984). En el lado B del se incluyó una versión de «Tokio» interpretada originalmente por Alaska y los Pegamoides, y que posteriormente fue regrabada por Los Nikis.

## Vídeo musical
El vídeo musical de «La funcionaria asesina» se considera una de las promociones realizadas en el programa televisivo de TVE La bola de cristal, emitido en aquella época y presentado por Alaska. En este mismo espacio se grabaron también otros vídeos, como el de «A quién le importa», así como diversas canciones del álbum No es pecado (1986).
El vídeo comienza con Alaska descendiendo por un tobogán que emerge de un panel con la imagen de su rostro. A continuación, se sube a una plataforma rodeada de bailarinas que portan motosierras de cartón. Juntas, interpretan la canción en medio de una multitud de personas, creando una atmósfera cargada de energía y simbolismo.

## Lista de canciones y formatos
| Sencillo de 7" |                          |          |  |
| N.º            | Título                   | Duración |  |
| 1.             | «La funcionaria asesina» | 3:30     |  |
| 2.             | «Tokyo»                  | 3:01     |  |

## Créditos y personal
| - Alaska: voz. - Carlos Berlanga: composición. - Nacho Canut: composición. - Nick Patrick: producción. | - Guillermo Peral: ingeniería. - Juan Gatti: diseño. - Paco Navarro: fotografía. |

Créditos adaptados de las notas de No es pecado.

## Posicionamiento en listas

### Semanales
| Lista (1987)   | Posición |
| -------------- | -------- |
| España (AFYVE) | 12       |